# Hamed Abdel-Samad
Hamed Abdel-Samad (* 1972, Gíza) je egyptsko-německý politolog a novinář, vystupující kriticky proti islámu. Jako kritik upadl v nemilost muslimů a byla na něho dokonce v roce 2009 veřejně v egyptské televizi vydána fatva.

## Život a dílo
Narodil se v roce 1972 jako syn sunnitského egyptského imáma. Vystudoval angličtinu a francouzštinu na univerzitě v Káhiře. V roce 1991 vstoupil do Muslimského bratrstva, z něhož později odešel. Ve věku 23 let přišel do Německa, po studiu němčiny v Mnichově následně vystudoval na univerzitě v Augsburgu politické vědy.
Jeho jméno od 18. února 2011 nese asteroid hlavního pásu (249010) Abdel-Samad, objevený amatérským astronomem Rolfem Apitzschem 26. srpna 2007, nesoucí původně označení 2007 QE5 či 2007 QK3.

### Přehled děl v originále (výběr)
- Krieg oder Frieden: Die arabische Revolution und die Zukunft des Westens. (Válka nebo mír:arabská revoluice a budoucnost Západu) München: Droemer Knaur Verlag, 2011. 240 S.
- Der Untergang der islamischen Welt: Eine Prognose. (Zánik arabského světa. Prognóza) München: Droemer Knaur Verlag, 2010. 240 S.
- Mein Abschied vom Himmel: Aus dem Leben eines Muslims in Deutschland. (Moje rozloučení s nebem. Ze života jednoho muslima v Německu) Köln: Fackelträger Verlag, 2009. 315 S.

### České překlady z němčiny
- Islámský fašismus: analýza (orig. "Der islamische Faschismus: Eine Analyse"). 1. vyd. Praha: Knižní klub, 2016. 180 S. Překlad: Vítězslav Čížek
- Účtování s Mohamedem (orig. "Mohamed – Eine Abrechnung"). 1. vyd. Praha: Knižní klub, 2016. 205 S. Překlad: Vítězslav Čížek